# Rengo
Rengo – miasto w Chile, położone w środkowej części regionu O’Higgins.

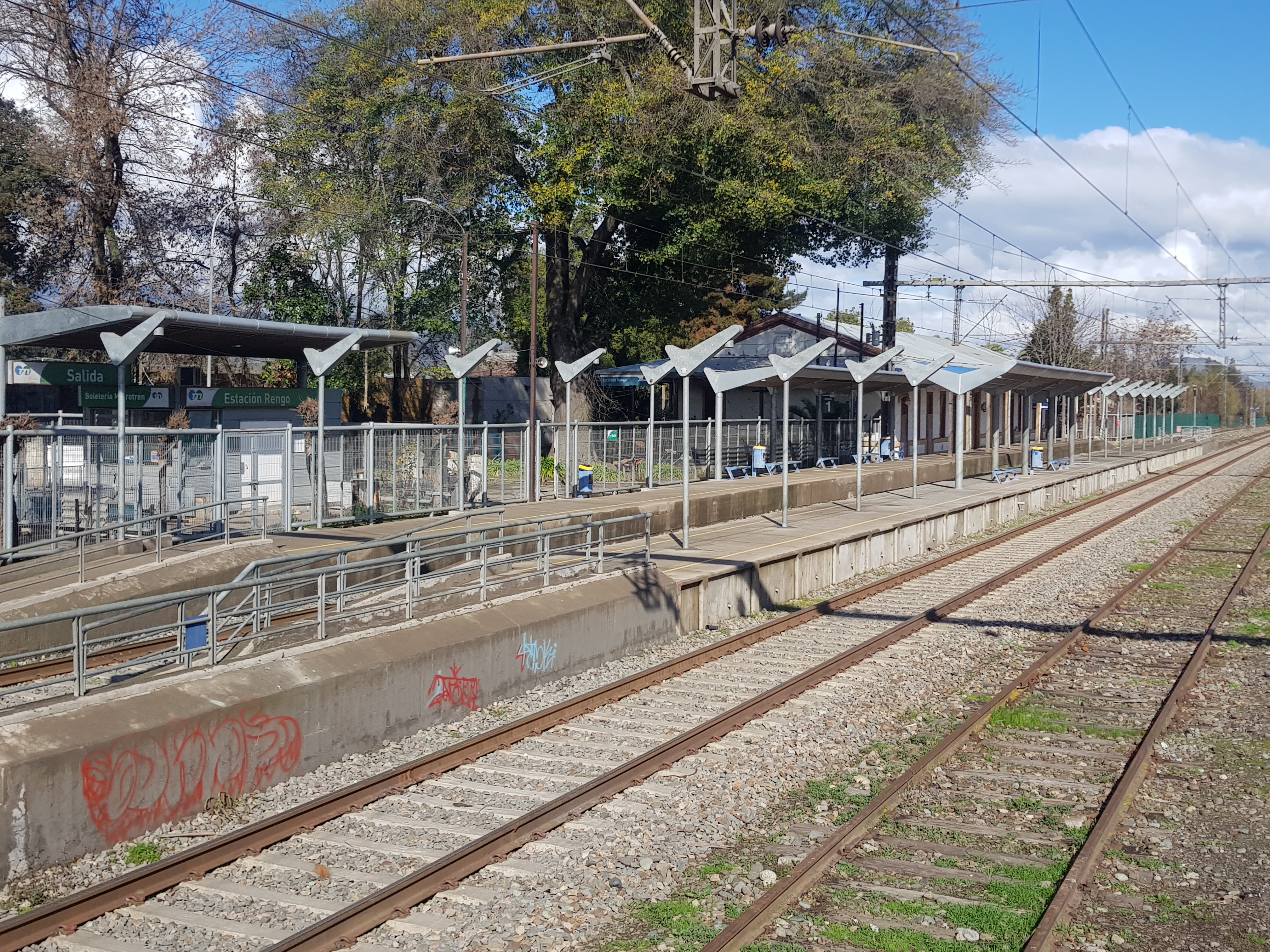
Stacja kolejowa w Rengo

## Opis
Miejscowość została założona w 1695 roku. Przez miasto przebiega Droga Panamerykańska R5 i linia kolejowa San Fernando-Rancagua.

## Demografia
Źródło.

## Sport
- Club de Deportes Rengo - Klub sportowy[1]